# Suzuki RF 600 R
Die Suzuki RF 600 R ist ein Motorrad der Kategorie Sporttourer und wurde vom japanischen Hersteller Suzuki Motor Corporation von 1993 bis 1998 gebaut. Die Typbezeichnung GN76A gilt international und GN76B speziell für Deutschland.
Hier eine Liste der Fahrgestellnummern für das deutsche Modell GN76B:
| Baujahr | Typ | von    | bis    |
| ------- | --- | ------ | ------ |
| 1993    | P   | 100001 | 102553 |
| 1994    | R   | 102554 | 103717 |
| 1995    | S   | 103718 | 104554 |
| 1996    | T   | 104555 | 10xxxx |
| 1997    | V   | 10xxxx | 10xxxx |
| 1998    | W   | 10xxxx | 10xxxx |

## Modellpflege

### 1995
Durch veränderte Geräusch- und Abgasnormen wurden einige Veränderungen durchgeführt:
- geringere Fertigungstoleranzen bei Suzuki
- veränderte CDI
- Vergaserheizung
- Wechsel der Krümmeranlage auf Edelstahl und Änderung des Endschalldämpfers von Slip-On auf Bolt-On
- durch den Krümmerwechsel andere Ölwanne
- verbesserte Lackqualität und eine andere Lackierung (Rahmen wird nur noch in silber lackiert)
- längere Übersetzung 42/14 (3.000) anstatt 43/14 (3.071)

### 1996
- Die hintere Bremsanlage und Schwinge wurden modifiziert, anstatt Bremsankerplatte kam eine Bremsankerstrebe zum Einsatz.

## Schweizer Modell
Durch die verschärften Abgasnormen in der Schweiz wurde die RF 600 R modifiziert.
- geänderte Ein- und Auslass-Nockenwelle, welche dadurch 2 mm weniger Hub hat
- Suzuki PAIR-System – welches eine Abgasrückführung ist
- Mikuni BDST33-Vergaser
- Leistungsreduzierung auf 58 kW/79 PS